# 葛飾区立住吉小学校
葛飾区立住吉小学校（かつしかくりつ すみよししょうがっこう）は、東京都葛飾区高砂にある区立小学校である。

## 沿革
- 1935年（昭和10年）10月21日 - 東京市住吉尋常小学校として発足[2]
- 1941年（昭和16年）4月 - 東京市住吉国民学校と改称[3]
- 1947年（昭和22年）4月 - 葛飾区立住吉小学校と改称[3]
- 1964年（昭和39年）11月 - 弱視学級開設[3]

## 教育目標
- 元気な子：生命を尊び、健康安全に留意し個性を伸ばし明るく豊かに生活する。
- 助け合う子：互いの人格を尊重し、礼儀を重んじ、協調と奉仕の精神を養う。
- 考える子：自主的に・創造的に学習に取り組み、生涯にわたり進んで学ぶ。

## 学級数
- 16学級と弱視学級として1学級が置かれている[2]。
- 弱視学級は目の教室と呼ばれ、東京都で最初につくられた弱視学級である。2018年開級50周年を迎えた。
- 弱視学級の授業は、全て個別指導で行っており、拡大教材や視覚補助具なども使っている[4]。

## その他
- 5年次には、臨海学校として千葉県の岩井へ宿泊。6年次には、林間学校として栃木県の日光へ宿泊。

## 所在地
- 東京都葛飾区高砂8丁目14-1[5]
- 最寄駅：京成高砂駅より徒歩6分[6]（経路案内）

## 著名な出身者
- 勝間和代（著述家、評論家）
- 小林海人（元子役）
- 吉川愛 (女優、元子役・吉田里琴)